# Pomnik Adama Mickiewicza w Paryżu

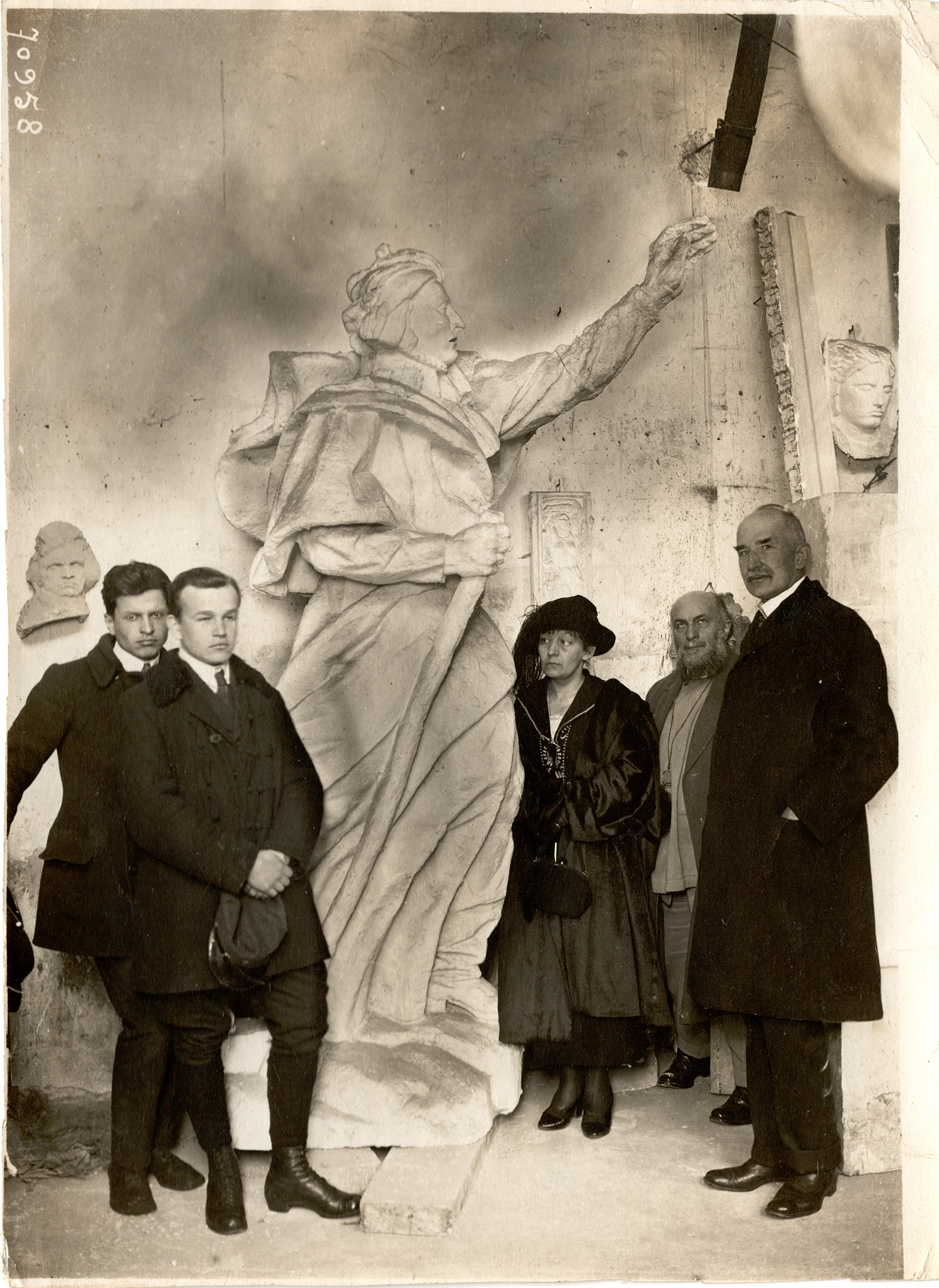
Pomnik Mickiewicza w warsztacie rzeźbiarza Antoine Bourdelle w Paryżu

Pomnik Adama Mickiewicza – pomnik autorstwa Antoine Bourdelle, znajdujący się w Paryżu, odsłonięty 29 kwietnia 1929 roku. Pomnik pierwotnie znajdował się na Place d'Alma, następnie został przeniesiony do parku przy Cours Albert I. 

## Opis

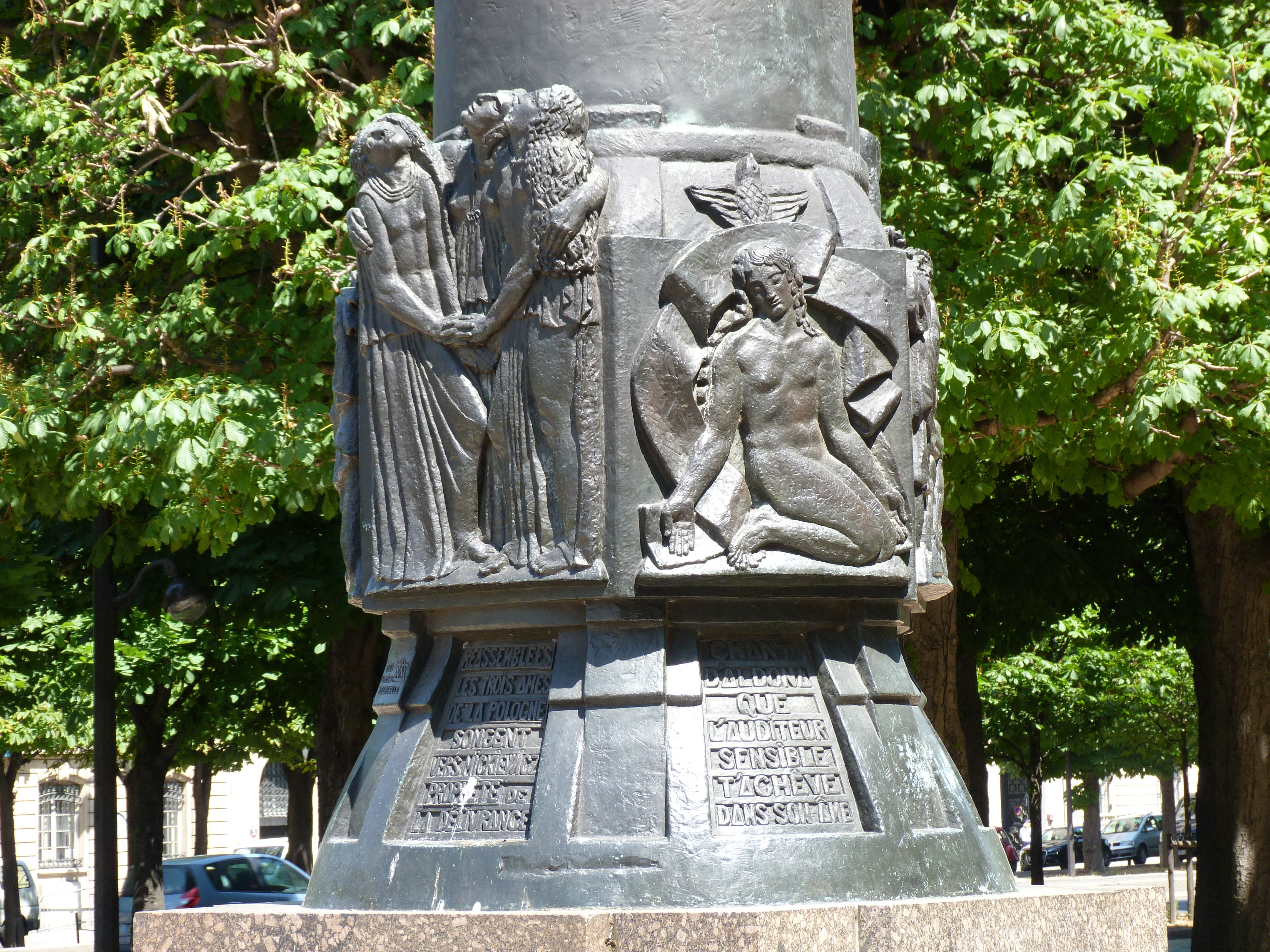
Les 3 Polognes i Aldona

Pomnik w formie kolumny, na szczycie rzeźba Poety jako pielgrzyma, z lewą ręką podniesioną.
Baza  ozdobiona sześcioma  płaskorzeźbami:
- Konrad Wallenrod
- Jeńcy
- Dziady
- Aldona
- Halban
- Les Trois Polognes